# Neodiaptomus laii
Neodiaptomus laii é uma espécie de crustáceo da família Diaptomidae.
É endémica de Malásia.